# Leptogenys peuqueti
Leptogenys peuqueti es una especie de hormiga del género Leptogenys, subfamilia Ponerinae.

## Taxonomía
Esta especie fue descrita científicamente por Andre en 1887.